# Tore de Stanford

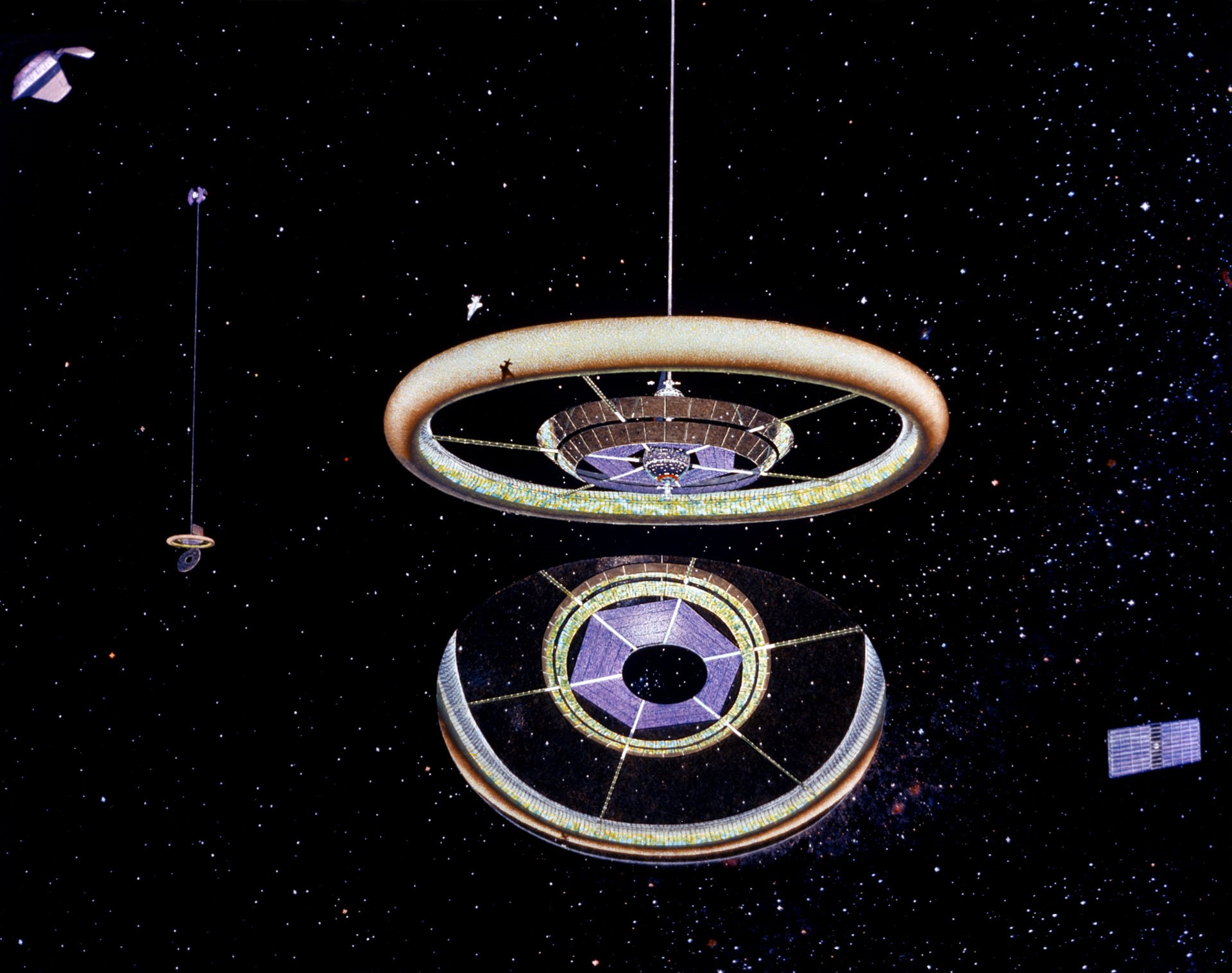
Vue externe d'un tore de Stanford. Le panneau solaire principal non rotatif se trouve en bas, et redirige la lumière du soleil vers l'anneau des miroirs secondaires situé autour du centre.

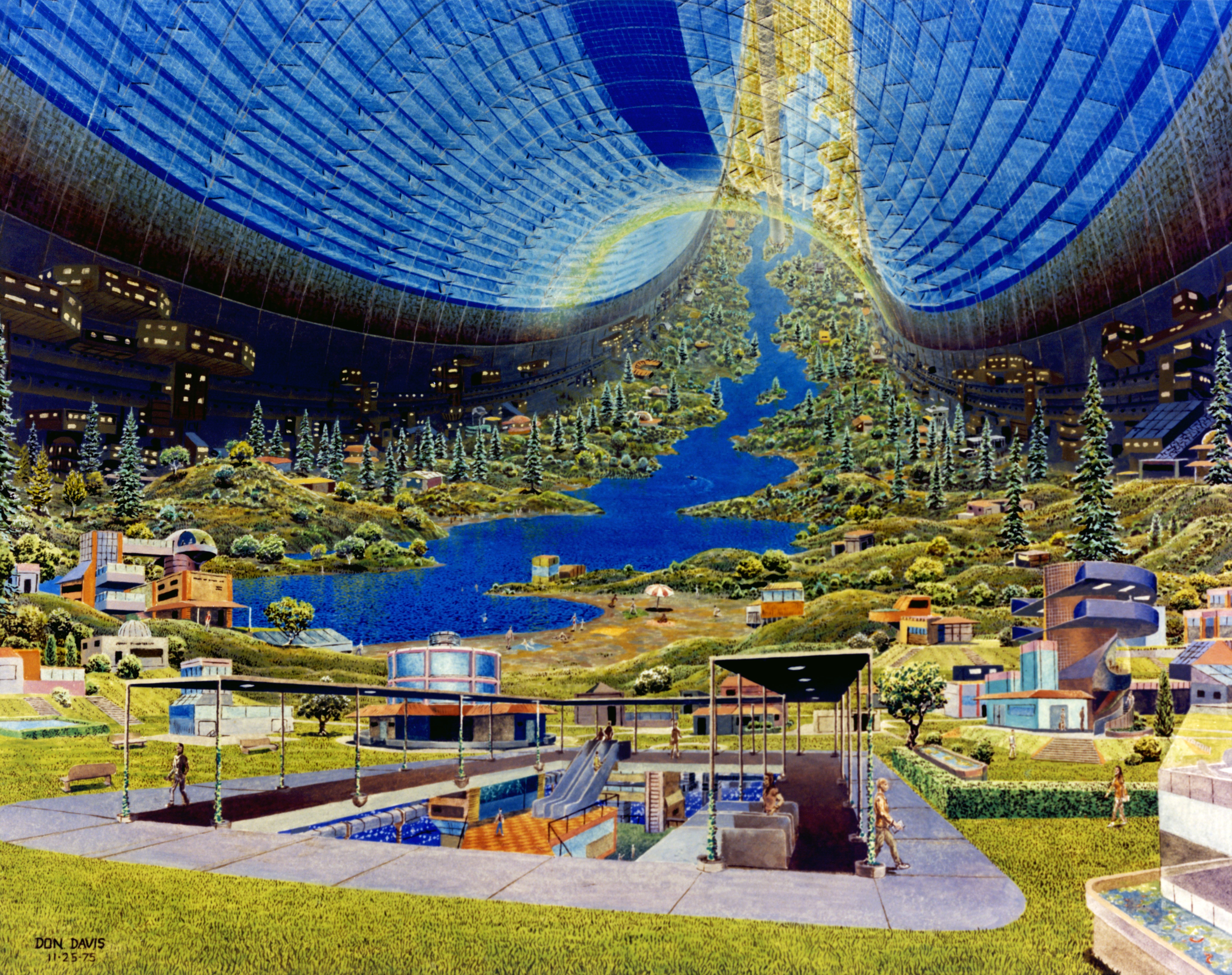
Vue d'artiste de l'intérieur d'un tore de Stanford

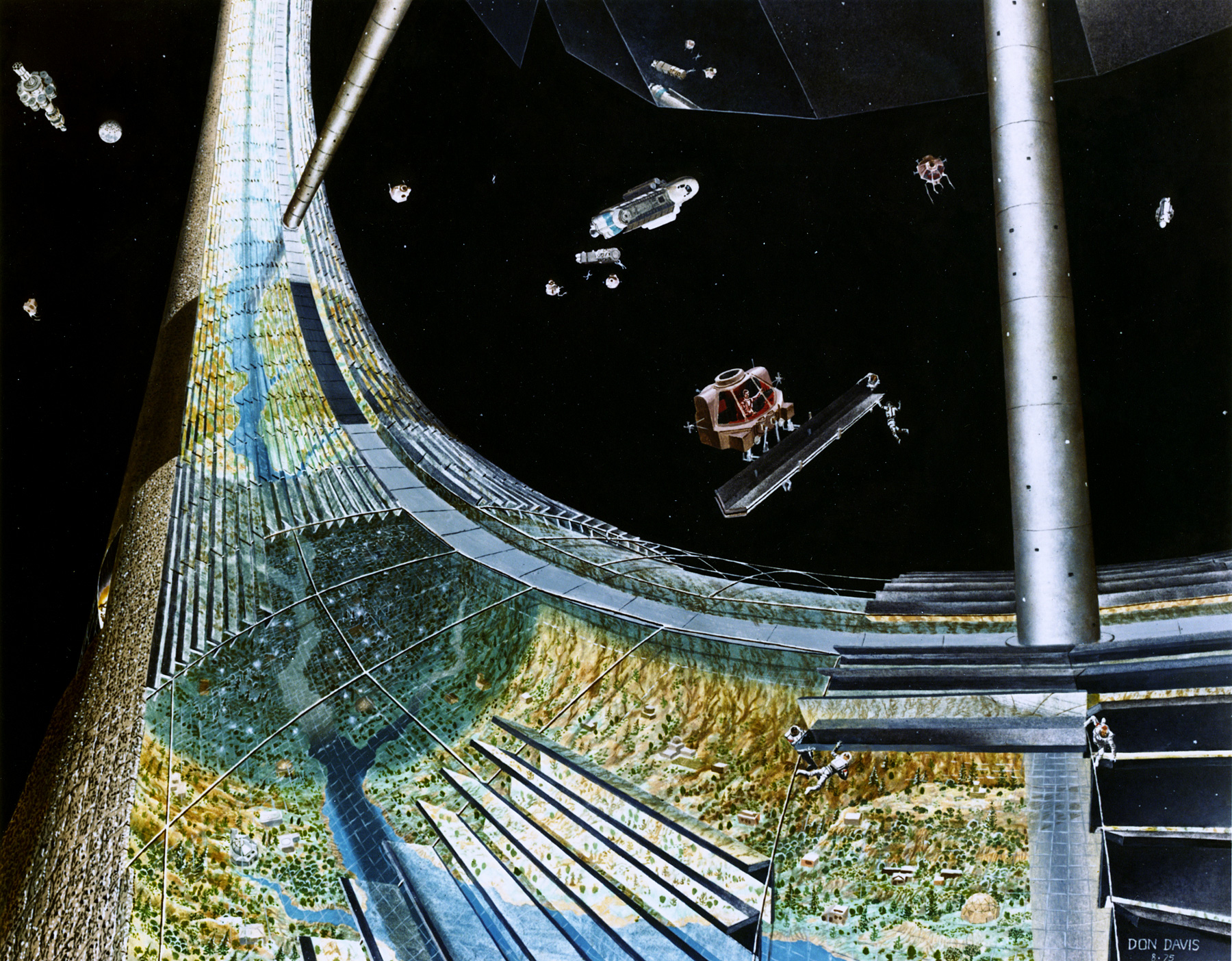
Vue externe d'un tore de Stanford avec quelques chevrons anti-radiation enlevés pour montrer l'espace intérieur

Le tore de Stanford est un design et une mégastructure qui a été proposé pour la colonisation spatiale. Il s'agit d'un ou deux tore(s) d'idéalement 1,8 km de diamètre qui tourne une fois par minute utilisant la force centrifuge (l'inertie) pour fournir une gravité équivalente (0,9 à 1 g) à celle de la Terre au niveau de l'anneau extérieur. Sa taille lui permettrait d'héberger jusqu'à au moins 10 000 résidents permanents.

## Description
La lumière du soleil serait distribuée sur la surface transparente du Tore par un système de miroirs qui refléterait la lumière. L'anneau est connecté à un noyau central grâce à des tuyaux permettant le passage des résidents et des équipements. Ce noyau n'étant pas soumis à la force centrifuge générée par la rotation, les industries nécessitant l'impesanteur peuvent y être installées. De plus, les vaisseaux spatiaux pourront s'ancrer facilement sur ce point.
L'intérieur du tore est utilisé comme espace d'habitation. Sa grande taille permet de simuler un environnement naturel. Pour un observateur, cet espace ressemble à une vaste vallée glaciaire qui se dirige vers le haut, jusqu'à reboucler sur elle-même. La densité de population est la même que celle d'une banlieue dense, avec des parties du tore réservées à l'agriculture, et d'autres aux résidences.
Le Tore de Stanford a été proposé au 1975 NASA Summer Study (étude d'été 1975 de la NASA) et conduit par l'université Stanford. Cette étude de la NASA dirigée par Gerard O'Neill avait pour objectif de réfléchir sur les futures colonisations spatiales. Cet article ne concerne que le design proposé lors de cette étude — le principe d'une station spatiale en forme d'anneau avait déjà été proposé par Wernher von Braun en 1952.

## Tore de Stanford dans la fiction
Tout comme les stations spatiales en forme d'anneau, le concept du tore de Stanford a inspiré de nombreux auteurs de science-fiction.
Dans Elysium (2013) de Neill Blomkamp, les Terriens privilégiés ont trouvé refuge dans un tore de Stanford, l'Elysium, gravitant autour d'une Terre dévastée. 
Dans les jeux Mass Effect, l'anneau du Présidium de la Citadelle est conçu comme un tore de Stanford. La station Arcturus est également décrite comme construite selon ce concept.
Dans la Trilogie de Gaïa (Titan, Sorcière, Démon, romans de John Varley), le monde de Gaïa est un tore de Stanford d'origine non humaine, en orbite autour de Saturne.